# Dan Burnica
Dan Burnica (Sibiu, Rumania, 17 de junio de 1972) es un gimnasta artístico rumano, especialista en el ejercicio de anillas, con el que ha logrado ser subcampeón olímpico en 1996.

## Carrera deportiva
En el Mundial de Brisbane 1994 gana el bronce en anillas, tras el italiano Jury Chechi, el estadounidense Paul O'Neill y empatado con el alemán Valery Belenky.
En el Mundial de Sabae 1995 gana la plata en anillas, de nuevo tras el italiano Jury Chechi, y también gana el bronce en equipos, tras China y Japón.
En los JJ. OO. Atlanta 1996 gana la plata en anillas, una vez más tras el italiano Jury Chechi (oro) y empatado con el húngaro Szilveszter Csollány.